# Andreas Fass
Andreas Fass (* 17. Mai 1889; † 27. Juni 1951 in Neunkirchen) war ein österreichischer Politiker und Schlosser. Fass war von 1934 bis 1938 Abgeordneter zum Landtag von Niederösterreich.
Fass war beruflich als Schlosser in Neunkirchen tätig. Während der Zeit des Austrofaschismus vertrat Fass den Stand Industrie und Bergbau zwischen dem 22. November 1934 und dem 12. März 1938 im Niederösterreichischen Landtag. 